# Личина (обладунок)

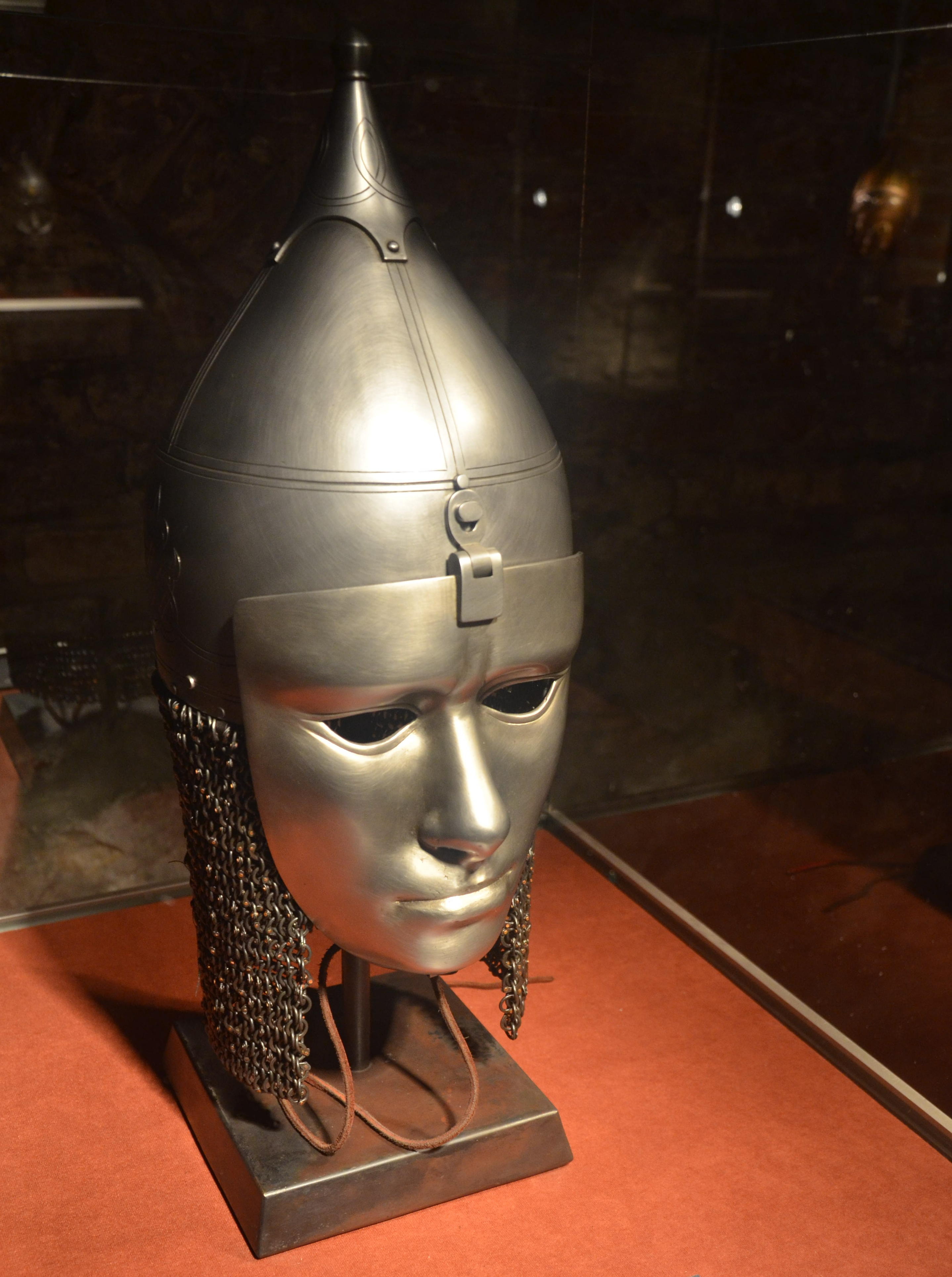
Шолом з личиною візантійського типу XIII ст.

Личи́на, бойова личина — частина шолома у вигляді металевої маски («личини»). Повністю закриває обличчя захищаючи його від не надто сильних ударів та чинить психологічний вплив на супротивників. Головні недоліки таких масок — обмеження огляду і утруднення дихання.

## Античні личини
У Стародавньому Римі існували бронзові або залізні шоломи з антропоморфними личинами, які закривали всю голову. Їх використовували вершники на турнірах, а також катафрактарії. Зовні маски були в стилі грецьких статуй, мали вирізи для очей, носа і рота. Існує 3 гіпотези їх походження: запозичення у етрусків, фракійців або парфян.

## Візантія
У Візантії були досить поширені касідіони з антропоморфними личинами, схожими на давньоримські. До шолома вони кріпилися налобним шарніром з петлею, а фіксувалися шнурами, що проходили через отвори в масці.

## Кочівники
Ковпаки з антропоморфними личинами носили південно-східні сусіди Русі — половці, чорні клобуки. Личини мають ряд характерних ознак: горбатий ніс, вуса, вуха, що служили для кріплення. Схожі на личини чорних клобуків, але дещо відмінні, використовувалися в Золотій Орді, Середній Азії. Вони не мали вух, фіксувалися штифтом до шишака або шатроподібних шоломів.

## Європа
У Європі використання личин було порівняно рідкісним. Один із ранніх зразків — шолом з Саттон Ху з пласкою маскою. В епоху відродження в Італії були у вжитку шоломи з личинами в стилі пізньоримської кавалерії. Максиміліанівській обладунок іноді забезпечувався шоломом з «гротескним забралом» — личиною.

## Японія

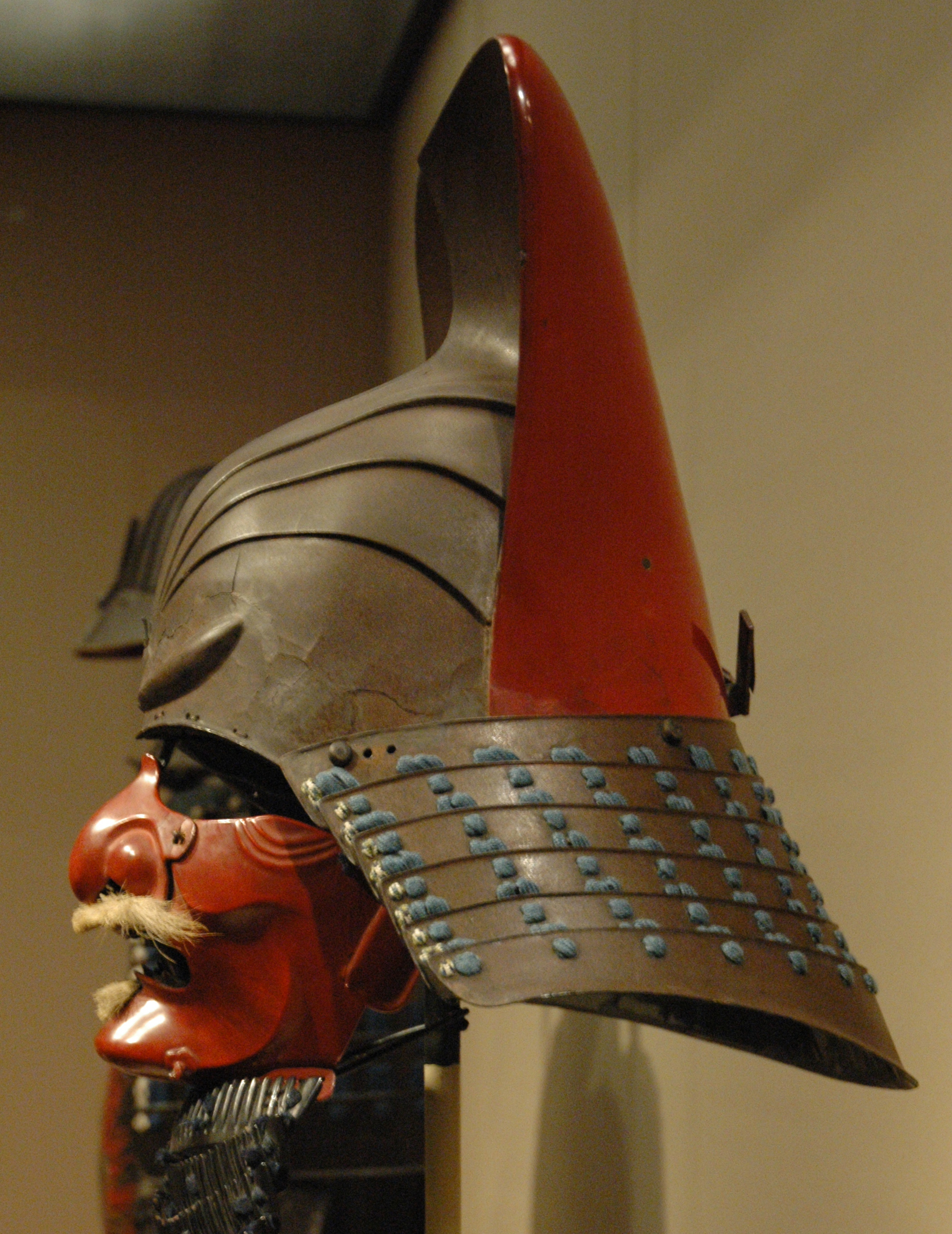
Менгу-мемпо

Самураї використовували личини—менгу, що мали різновиди, котрі розрізнялися за площею захисту:
- сомен (яп. 総 面, со: мен) все обличчя;
- мемпо (яп. 面 頬, мемпо:) від підборіддя до очей;
- хаппурі (яп. 半 首) лоб і щоки;
- хамбо (яп. 半 頬, хамбо:) підборіддя;
- хоате (яп. 頬 当, хо: ате) щоки;
- меносітахо (яп. 目下 頬, ме але сита хо:) плечі і підборіддя.

Їх виробиляли зі шкіри або металу, іноді вкривали лаком.

## Сучасність
У XXI сторіччі виготовляються своєрідні аналоги личин — балістичні маски для обличчя, проте вони, окрім як у спецпідрозділів поліції Тайваню, не отримали широкого застосування.